# Климов, Иван Васильевич
Ива́н Васи́льевич Кли́мов (15 сентября 1916, Войново, Меленковский уезд, Владимирская губерния, Российская империя — 18 ноября 1986, Клин, Московская область, СССР) — советский военнослужащий, майор, участник Великой Отечественной войны, Герой Советского Союза (1945).

## Биография
Иван Климов родился 15 сентября 1916 года в селе Войново (ныне — Меленковский район Владимирской области). После окончания шести классов школы работал в отцовском хозяйстве, затем стал бригадиром животноводов в совхозе. С 1935 года проживал в Иваново, работал заведующим пакгаузом Ивановского горснаба. В октябре 1937 года Климов был призван на службу в Рабоче-крестьянскую Красную Армию. Окончил полковую школу. Участвовал в советско-финской войне. С июля 1941 года — на фронтах Великой Отечественной войны. В апреле 1942 года Климов окончил курсы младших лейтенантов, в марте 1943 года — курсы «Выстрел».
К январю 1945 года майор Иван Климов командовал батальоном 1090-го стрелкового полка 323-й стрелковой дивизии 33-й армии 1-го Белорусского фронта. 14 января 1945 года его батальон без потерь за час прорвал оборону противника в трёх траншеях, благодаря чему в образовавшийся прорыв были введены основные силы дивизии. В бою у населённого пункта Киянка в 20 километрах к юго-западу от города Пулавы Климов лично уничтожил несколько вражеских солдат и офицеров.
Указом Президиума Верховного Совета СССР от 24 марта 1945 года майор Иван Климов был удостоен высокого звания Героя Советского Союза с вручением ордена Ленина и медали «Золотая Звезда» за номером 5592.
За время своего участия в войне Климов был пять раз ранен и контужен, став инвалидом 2-й группы. После войны он служил в Рязанском гарнизоне. Неоднократно задерживался за хулиганство в нетрезвом виде. В марте 1946 года Климов был уволен в отставку. Тогда же военный трибунал Рязанского гарнизона осудил его к 5 годам лишения свободы, впоследствии приговор был смягчён до 2 лет условно. Ходатайство о лишении званий и наград суд в Президиум Верховного Совета СССР направил, но последний решил оставить его без удовлетворения. В начале 1950-х годов проживал сначала в родной деревне, где заведовал избой-читальней, а с 1952 года жил в городе Клин Московской области, где работал комендантом домов Клинского комбината химволокна. Умер 18 ноября 1986 года, похоронен на Белавинском кладбище Клина.
Был также награждён двумя орденами Красного Знамени, орденами Александра Невского, Отечественной войны 1-й и 2-й степеней, двумя орденами Красной Звезды, рядом медалей.